# Sky: Kinder des Lichts
Sky: Kinder des Lichts (im Spiel abgekürzt als Sky) ist ein Open-World-Social-Indie-Adventure Spiel, das von Thatgamecompany entwickelt und veröffentlicht wird. Es wurde zuerst für iOS am 18. Juli 2019 veröffentlicht. Eine Android-Version wurde später am 7. April 2020 veröffentlicht, und eine Nintendo-Switch-Version wurde am 29. Juni 2021 veröffentlicht, gefolgt von einer PlayStation-4-Version am 6. Dezember 2022.
In Sky erkunden die Spieler mit einem Umhang, der ihnen das Fliegen ermöglicht, ein einst wohlhabendes Königreich. Die Spielwelt besteht aus sieben einzigartigen Reichen, jedes mit einer Vielzahl von Bereichen zum Erkunden und einem Thema, das verschiedene Lebensabschnitte repräsentiert. Außerdem gibt es das Zuhause, eine kleine Insel, die als Zentrum der Welt und als Ausgangspunkt für den Spieler dient. Überall in der Welt treffen die Spieler auf „Geister“, die es ihnen ermöglichen, im Gegenzug für Spielwährung Gegenstände freizuschalten, und auf „Kinder des Lichts“, die den Spielern „geflügeltes Licht“ geben. Wenn ein Spieler genug geflügeltes Licht gesammelt hat, steigt seine Umhangstufe und er kann weiter fliegen.
Das Spiel legt großen Wert auf soziale Mechanismen. Die Spieler können sich treffen und anfreunden und mit wachsendem Freundschaftslevel neue Fähigkeiten wie Chat und das Versenden von Geschenken freischalten. Es gibt auch viele kosmetische Gegenstände zu sammeln, darunter Umhänge, Masken, Frisuren, Hüte, Hosen, spielbare Musikinstrumente, Ausdrücke und mehr. Diese Gegenstände können mit der Spielwährung erworben oder in einigen Fällen mit echtem Geld gekauft werden. Einige Kosmetika stehen nur ausgewählten Spielern zur Verfügung, wie z. B. der ursprüngliche Beta-Umhang, der nur für diejenigen erhältlich ist, die die Beta-Version vor der vollständigen Veröffentlichung des Spiels gespielt haben.
Sky hat mehrere Währungen im Spiel. „Kerzen“ sind die Hauptwährung von Sky und werden mit Geistern und Freunden gegen Gegenstände und Fähigkeiten getauscht. Kerzen erhält man, indem man Lichtstücke (im Spiel Wachs genannt) sammelt und schmiedet, oder indem man sie für echtes Geld kauft. „Herzen“ sind die soziale Währung von Sky, die man erhält, wenn man Geschenke von anderen Spielern bekommt, oder man sie direkt von Geistern mit Kerzen kauft. Herzen werden in erster Linie verwendet, um kosmetische Gegenstände von Geistern zu kaufen. „Aufgestiegene Kerzen“ sind die seltenste Währung in Sky, die Spieler erhalten, wenn sie am Ende des Spiels ihr geflügeltes Licht an „Die Gefallenen“ übergeben. Aufgestiegene Kerzen werden bei Geistern gegen „Flügelverstärker“ eingetauscht, die den Spielern zusätzliches geflügeltes Licht geben, oder sie können verwendet werden, um Freundschaft zu verbessern und verschiedene Zaubersprüche zu kaufen, wie z. B. Höhenveränderung und Aufladen des Umhangs.

## Reiche
Sky besteht aus sieben einzigartigen Reichen, zusätzlich zum „Zuhause“, dem Startpunkt des Spiels.

### Zuhause
Das Zuhause ist der Ort, an dem Neuankömmlinge das Spiel beginnen, und gleichzeitig ein zentraler Knotenpunkt für den Rest des Spiels. Eines der Hauptmerkmale von Zuhause ist die Möglichkeit, durch Türen, die als „Portale“ bekannt sind, eine Stufe auszuwählen, in der man ankommt. Die Portale sind zu Beginn inaktiv und werden linear aktiviert. Wenn man weit genug fortgeschritten ist, werden die Ebenen offener und erlauben den Zugang zu den verschiedenen Bereichen unabhängig von der ursprünglichen Reihenfolge. Die einzige Ausnahme von dieser Regel ist das Auge von Eden, das – neben der Voraussetzung, dass die anderen sechs Reiche durchgespielt werden – erst dann betreten werden kann, wenn zwanzig geflügelte Lichter gesammelt wurden. Wenn der Spieler ein Portal betritt, wird er automatisch an den Anfang des entsprechenden Gebiets befördert, unabhängig vom vorherigen Fortschritt. Es gibt einen kleinen Kreis, den so genannten Rückkehrschrein, der den Spieler in das Reich schickt, in dem er zuletzt war.
Das Zuhause enthält auch die Konstellationstabelle. Alle Geister, die in den anderen Reichen gerettet wurden, werden in der Konstellation ihres jeweiligen Reiches angezeigt. Wenn die Konstellation eines Geistes ausgewählt ist, können Herzen und Kerzen ausgegeben werden, um neue Gegenstände freizuschalten. Dazu gehören Zaubersprüche, aufgestufte Ausdrücke und Anpassungsoptionen. Eine weitere Funktion der Konstellationstabelle sind die Freundeskonstellationen, mit denen andere Spieler, die zur Freundesliste hinzugefügt wurden, angezeigt werden können, die es den Spielern ermöglichen, Geschenke zu geben und zu empfangen und Servern beizutreten, um gemeinsam zu spielen.
Zu den weiteren Merkmalen von Zuhause gehören ein Schrank zum Wechseln von Kosmetika, eine Glocke, die jede Stunde und jede Viertelstunde läutet, und ein Boot namens Sleepy Traveling Merchant's Boat, das gelegentlich ankommt, um dem Spieler kostenlose Zaubersprüche zu geben und exklusive Gegenstände der Saison zu verkaufen.
Am Anfang jedes Reiches gibt es einen kleinen Knotenpunkt mit Grabsteinen der Geister, die du findest, Schränke (die es im Tresor des Wissens nicht gibt). Vor Version 0.21.0 gab es dort auch ein Portal zur Rückkehr nach Hause.

## Saisons und Events
Sky bietet fortlaufende saisonale Ereignisse mit neuen Handlungssträngen und einzigartigen Geistern und Gegenständen. Saisonale Ereignisse sind komplett kostenlos, aber einige der Geister-Gegenstände erfordern einen kostenpflichtigen „Saison Pass“, um sie freizuschalten, welcher 11,99 E kostet. Für die Saisons gibt es eine eigene Währung namens „Saisonkerzen“, mit der man saisonale Gegenstände kaufen kann und die am Ende der Saison in normale Kerzen umgewandelt werden. Saisonale Geister könnten in Zukunft als „reisende Geister“ zurückkehren, denen die Spieler ihre Kerzen und Herzen geben können, um für eine begrenzte Zeit saisonale Gegenstände zu erhalten, wenn auch zu einem höheren Preis.

## Musik
Sky enthält eine von Vincent Diamante komponierte Orchestermusik, wobei einige Stücke vom Mazedonischen Symphonieorchester von FAME gespielt werden. Die norwegische Sängerin Aurora singt außerdem die Intro- und Outro-Songs des Spiels.
Es wurden drei Alben mit Soundtracks veröffentlicht. Das erste Album enthält mehr bekannte Musik aus dem Grundspielzyklus. Das zweite Album enthält hauptsächlich Hintergrundmusik, und das dritte Album enthält verschiedene Stücke, die für die saisonalen Ereignisse von Sky komponiert wurden.

## Wohltätigkeit
Im Jahr 2020 veranstaltete Thatgamecompany einige spielinterne Events zur Unterstützung von Wohltätigkeitsorganisationen. Das erste war das „Days of Nature“-Event zur Feier des Earth Day, bei dem ein einzigartiger IAP (In-App-Kauf) verfügbar war. Mit dem Erlös aus jedem IAP-Kauf wurde in Zusammenarbeit mit der Wohltätigkeitsorganisation OneTreePlanted ein Baum pro Kauf gepflanzt. Im Rahmen dieser Aktion wurden insgesamt 40.576 Bäume in den durch Waldbrände geschädigten Wäldern Amazoniens und Australiens gepflanzt. Im April 2021 veranstaltete Sky seine zweite „Days of Nature“-Veranstaltung und nutzte das Spiel, um das Bewusstsein für die Plastikverschmutzung der Ozeane zu fördern.
Im Mai 2020 veranstaltete Thatgamecompany eine „Days of Healing“-Veranstaltung, um Geld für die Organisation Médecins Sans Frontières zu sammeln, was dazu führte, dass Thatgamecompany 719.138 US-Dollar an den Krisenfonds von MSF COVID-19 spendete. Anlässlich der Veranstaltung schloss sich Thatgamecompany auch der Kampagne #PlayApartTogether der Weltgesundheitsorganisation an.
Im Juni 2020 veranstaltete Sky sein erstes „Days of Rainbow“-Event mit bunten Regenbogengegenständen und -zaubern, um den Monat des Stolzes zu feiern. Bei der zweiten „Days of Rainbow“-Veranstaltung im darauffolgenden Jahr wurden Gelder für das Trevor-Projekt und den Global Fund for Women gesammelt, wobei die Spieler insgesamt 794.420 $ sammelten.

## Bewertungen
Der Review-Aggregator Metacritic bewertete das Spiel mit 82 von 100 Punkten, basierend auf 18 Rezensionen, und kürte es zur Nummer eins der geteilten iOS-Spiele des Jahres 2019, zur Nummer drei der meistdiskutierten iOS-Spiele des Jahres 2019 und zur Nummer 13 der besten iOS-Spiele des Jahres 2019.
Game Informer bewertete das Spiel mit 8,5 von 10 Punkten und erklärte: „Sky ist ein erfrischend bewegendes und robustes Spiel für die iOS-Plattform, das man am besten mit anderen teilt - vor allem mit Leuten, die normalerweise kein Videospiel in die Hand nehmen.“ GameSpot bewertete das Spiel mit 8 von 10 Punkten und lobte vor allem die Grafik, die Animationen und die Musik, räumte aber ein, dass „Besuche in früheren Umgebungen nicht annähernd so fesselnd sind wie die erste Reise.“ IGN bewertete das Spiel mit 8,5 von 10 Punkten und bezeichnete es im Vergleich zu seinem Vorgänger als „eine größere und kühnere Fortsetzung, die das, was Journey so großartig gemacht hat, weiter ausbaut“. Destructoid, wie auch viele andere Rezensenten, lobten, dass es ein Spiel ist, das „fast jeder erleben sollte“, kritisierten jedoch die Touch-Steuerung und die fehlende Kontrolle über den Charakter und schlugen vor, dass „fast jeder auf eine Konsolen- oder PC-Version warten sollte“, um das Spiel zu spielen. Nintendo Life bewertete die Switch-Version mit 8 von 10 Punkten und teilte damit das gleiche Lob wie die anderen Rezensenten, betonte jedoch, dass das einfache Gameplay die Spieler möglicherweise nicht langfristig fesselt und dass die Option, die FPS von 60 auf 30 umzuschalten, objektiv schlechter ist und nur geringe Verbesserungen bringt.

### Auszeichnungen
Das Spiel gewann Apple's iPhone Spiel des Jahres 2019. Am 5. Oktober 2020, berichtete Gamasutra dass das Spiel 50 Millionen Downloads weltweit hatte.
| Jahr | Auszeichnung                       | Kategorie                                               | Ergebnis  | Ref           |
| ---- | ---------------------------------- | ------------------------------------------------------- | --------- | ------------- |
| 2019 | 2019 Golden Joystick Awards        | Mobile Game of the Year                                 | Nominiert | [ 8 ]         |
| 2019 | The Game Awards 2019               | Best Mobile Game                                        | Nominiert | [ 9 ]         |
| 2020 | New York Game Awards               | A-Train Award for Best Mobile Game                      | Nominiert | [ 10 ]        |
| 2020 | Pocket Gamer Mobile Games Awards   | Game of the Year                                        | Nominiert | [ 11 ]        |
| 2020 | Pocket Gamer Mobile Games Awards   | Best Audio/Visual Accomplishment                        | Nominiert | [ 11 ]        |
| 2020 | Pocket Gamer Mobile Games Awards   | Pocket Gamer People's Choice                            | Gewonnen  | [ 11 ]        |
| 2020 | 23rd Annual D.I.C.E. Awards        | Portable Game of the Year                               | Nominiert | [ 12 ]        |
| 2020 | NAVGTR Awards                      | Game, Original Family                                   | Nominiert | [ 13 ]        |
| 2020 | NAVGTR Awards                      | Original Light Mix Score, New IP                        | Nominiert | [ 13 ]        |
| 2020 | Game Developers Choice Awards      | Best Mobile Game                                        | Nominiert | [ 14 ] [ 15 ] |
| 2020 | Game Developers Choice Awards      | Audience Award                                          | Gewonnen  | [ 14 ] [ 15 ] |
| 2020 | SXSW Gaming Awards                 | Mobile Game of the Year                                 | Gewonnen  | [ 16 ]        |
| 2020 | 18th Annual G.A.N.G. Awards        | Best Music for an Indie Game                            | Nominiert | [ 17 ]        |
| 2020 | 18th Annual G.A.N.G. Awards        | Best Sound Design in a Casual/Social Game               | Nominiert | [ 17 ]        |
| 2020 | 18th Annual G.A.N.G. Awards        | Best Music in a Casual Game                             | Nominiert | [ 17 ]        |
| 2020 | 18th Annual G.A.N.G. Awards        | Best Original Song („Constellation“)                    | Nominiert | [ 17 ]        |
| 2020 | Webby Award                        | Apps, Mobile, and Voice: Best Visual Design – Aesthetic | Gewonnen  | [ 18 ]        |
| 2020 | Apple Design Awards                | Outstanding Design and Innovation                       | Gewonnen  | [ 19 ]        |
| 2020 | International Mobile Gaming Awards | Grand Prix                                              | Gewonnen  | [ 20 ]        |
| 2020 | Games for Change Awards            | Best Gameplay                                           | Gewonnen  | [ 21 ]        |
| 2020 | Games for Change Awards            | G4C People's Choice Award                               | Gewonnen  | [ 21 ]        |

## Animierte Adaption
Am 27. März 2022, während der AnimeJapan 2022, wurde ein Animationsprojekt angekündigt.